# الحكم الإسلامي في جنوب آسيا
بدأ الحكم الإسلامي في شبه قارة الهند بالتزامن مع الفتح الإسلامي التدريجي في شبه القارة الهندية، والتي بدأت بشكل رئيسي بعد فتح السند وملتان بقيادة محمد بن القاسم الثقفي. يعود الفضل عمومًا إلى السلطان محمد الغوري في إرساء أسس الحكم الإسلامي في شمال الهند، بعد الحكم الروتيني للسلالة الغزنوية في البنجاب.
بدأت الإمبراطوريات المغولية التركية المسلمة منذ أواخر القرن الثاني عشر في ترسيخ نفسها في جميع أنحاء شبه قارة الهند، بما في ذلك سلطنة دلهي وسلطنة مغول الهند، التي تبنت الثقافة المحلية وارتبطت مع السكان الأصليين بزيجات عديدة. حكمت الممالك الإسلامية المختلفة الأخرى معظم جنوب آسيا خلال منتصف القرن الرابع عشر إلى أواخر القرن الثامن عشر، بما في ذلك البهمنيون وسلطنة البنغال وسلطنات الدكن وسلطنة الكجرات. واستُخدمت الشريعة الإسلامية كأساس رئيسي للنظام القانوني في سلطنة دلهي، وعلى الأخص خلال حكم فيروز شاه تغلق وعلاء الدين الخلجي، الذي صد الفتوحات المغولية للهند. بينما تبنى حكام مثل جلال الدين أكبر نظامًا قانونيًا علمانيًا وفرضوا الحياد الديني.
شهد الحكم الإسلامي في الهند تحولًا كبيرًا في التركيب الثقافي واللغوي والديني لشبه قارة الهند، إذ بدأت المفردات الفارسية والعربية في الدخول إلى اللغات المحلية، ما أفسح المجال أمام البنجابية والبنغالية والكجراتية الحديثة، مع إنشاء لغات جديدة بما في ذلك الأردية والدكنية، المستخدمة كلغات رسمية في ظل السلالات الإسلامية، والهندية. وشهدت هذه الفترة أيضًا نشوء الموسيقى الكلاسيكية الهندوستانية وموسيقى القوالي، مع ازدياد تطور أشكال الرقص مثل رقص الكاثاك. ونشأت الديانات مثل السيخية والدين الإلهي من اندماج التقاليد الدينية الهندوسية والإسلامية أيضًا.
وصل الحكم الإسلامي إلى ذروته في المنطقة خلال عهد الإمبراطور المغولي أورنكزيب عالم كير، إذ جُمع كتاب الفتاوى الهندية، والتي كانت لفترة وجيزة بمثابة النظام القانوني للمغول الهند، مع إدخال السلطان الفعلي تيبو لسياسات إسلامية إضافية إلى جنوب الهند.
تميزت الفترة الأخيرة من الحكم الإسلامي للهند الحديثة بشكل أساسي ببداية الراج البريطاني، على الرغم من أن العديد من استمرار العديد من جوانبه في حيدر أباد وجوناغاد وجامو وكشمير وغيرها من الولايات الأميرية الصغيرة حتى منتصف القرن العشرين. وما تزال بنغلاديش الحديثة وجزر المالديف وباكستان اليوم الدول ذات الأغلبية المسلمة الوحيدة في شبه القارة الهندية.

## الهيمنة الإسلامية المبكرة
برزت عودة ملوك المسلمين المحليين في أماكن مثل غوجارات في وقت مبكر من القرن السابع. ويعود الحكم الإسلامي في الهند إلى ما قبل ظهور مماليك الهند (دلهي)، بما فيه الخلافة الأموية لمحمد بن القاسم الثقفي والسلالة الغزنوية وسلالة غوريان.

## سلطنة دلهي
غزا محمد الغور سهل الغانج الهندي وغزنة وملتان والسند ولاهور ودلهي على التتالي خلال الربع الأخير من القرن الثاني عشر، ونصب قطب الدين أيبك، أحد جنرالاته، نفسه سلطان دلهي. وأسس الجنرال اختيار الدين محمد بن بختيار الخلجي حكمه في البنغال وبيهار، إذ حقق المبشرون بالدين الإسلامي أكبر نجاح لهم في الدعوة للإسلام ودفعوا عددًا كبيرًا للدخول في الدين الإسلامي فيها. أسس شمس الدين التتمش (1211-1236) مملكة تركية في دلهي في القرن الثالث عشر، ما مكن السلاطين الذين تلوه من التوسع في كل اتجاه. في غضون المائة عام اللاحقة، امتدت سلطنة دلهي شرقًا إلى البنغال وجنوبًا إلى هضبة الدكن، ولكن تعرضت السلطنة أيضًا لتهديدات متكررة من الشمال الغربي والثورات الداخلية من النبلاء المستائين والمستقلين. كانت السلطنة في حالة تغير مستمر، إذ حكمتها خمس سلالات مختلفة، جميعها من أصول تركية أو أفغانية، قبل أن تسقط في نهاية المطاف، وهي: مماليك الهند (1206-190)، والدولة الحلجية (1290-1320)، والدولة التغلقية (1320-1413)، وبنو سيد (1414-1451)، واللودهيون (1451-1526). نجحت سلالة الخلجي، تحت حكم علاء الدين (1296-1316)، في إخضاع النصف الشمالي من جنوب الهند لسيطرتها لفترة قبل أن تنفصل عنها المناطق المحتلة خلال العقد التالي. غالبًا ما اكتُسبت السلطة في دلهي عن طريق العنف، إذ اغتيل تسعة عشر سلاطين من أصل خمسة وثلاثين، وأضفيت الشرعية على هذه السلطة عبر تقديم الولاء القبلي. كانت المنافسات بين الفصائل ومكائد المحاكم عديدةً بقدر ما ظهرت حركات خيانة لها. وتوسعت الأراضي التي يسيطر عليها السلطان وتقلصت حسب شخصيته وثرواته.
قدم كل من القرآن والشريعة الإسلامية (القانون الإسلامي) الأساس لفرض الإدارة الإسلامية على الحكام الهندوس المستقلين، ولكن لم تحرز السلطنة سوى تقدمًا متقطعًا في البداية مع شن العديد من حملات النهب والتقليل عدد القلاع الخاضعة للحكم الإسلامي. اعتمد الحكم الفعلي للسلطان إلى حد كبير على قدرته على السيطرة على المواقع الاستراتيجية التي هيمنت على الطرق السريعة العسكرية وطرق التجارة، فضلاً عن جني ضريبة الأراضي السنوية والحفاظ على سلطته الشخصية على الحكام العسكريين وحكام الأقاليم. حاول السلطان علاء الدين الخلجي إعادة تقييم عائدات الأراضي والضرائب الحضرية وتنظيمها وتوحيدها، إضافةً إلى إنشاء نظام إدارة شديد المركزية ضمن مملكته، ولكن باءت جهوده بالفشل. وعلى الرغم من تحسن الزراعة في شمال الهند نتيجة بناء القنوات الجديدة وطرق الري، بما في ذلك ما أصبح يعرف باسم العجلة الفارسية، ولكن عدم الاستقرار السياسي المطول والطرق الطفيلية لتحصيل الضرائب أدت إلى معاملة الفلاحين بوحشية. ومع ذلك، اكتسبت التجارة واقتصاد السوق زخمًا جديدًا في الداخل والخارج، بسبب عادات الإنفاق الحر للطبقة الأرستقراطية. استجاب الخبراء في مجال الصناعات المعدنية والحجرية وصناعة المنسوجات للرعاية الجديدة بحماس شديد، وسادت اللغة الفارسية والعديد من الجوانب الثقافية الفارسية في هذه الفترة ضمن مراكز القوة في ميريك. ورعى حكام سلطنة دلهي (الذين، على الرغم من كونهم أتراكًا أو أفغانًا، فقد غلب على حكمهم الطابع الفارسي تمامًا منذ عهد الغزنويين) جوانب الثقافة واللغة الأجنبية من مقر سلطتهم في الهند.